# بيلي رايت (لاعب كرة قدم نيوزلندي)
بيلي رايت (بالإنجليزية: Billy Wright)‏ (4 نوفمبر 1962 في المملكة المتحدة - ) هو لاعب كرة قدم نيوزلندي في مركز الهجوم. شارك مع منتخب نيوزيلندا لكرة القدم. أما مع النوادي، فقد لعب مع أبولون ليماسول ونادي بيرنلي ونادي دوندالك ونادي كرو ألكساندرا وFalcons 2000 SC ‏ ونادي يونيفرستي ماونت ولينغتون وميرامار رينجرز ‏ ووست أديلايد ‏ ونادي بلاكتاون سيتي وDandenong Thunder SC ‏.

## وصلات خارجية
- بيلي رايت على موقع الاتحاد الدولي (مؤرشف)  (الإنجليزية)
- بيلي رايت على موقع قاعدة بيانات كرة القدم.إي يو (الإنجليزية)